# إثنوجيولوجيا
الإثنوجيولوجيا (بالإنجليزية: Ethnogeology) أو جيولوجيا الأعراق هي دراسة كيفية للخصائص الجيولوجية التي كان متعارف عليها من الشعوب القديمة في جميع أنحاء العالم من منظور «على أساس المكان»، في إشارة محددة إلى المعارف التقليدية والقصص والأفكار حول الأرض التي كانت تنتقل عبر التقاليد وحكمة الشيوخ. كانت الأبحاث السابقة تركز على الأفكار والمعارف الفريدة للأقليات والمجموعات الثقافية المتميزة، وكيف ترتبط تلك المعرفة بالمعرفة الشاملة والعامة التي اكتشفتها البشرية ككل.
يمكن العثور على ادعاءات المعرفة المستندة إلى الاكتشافات العالمية والعلوم الطبيعية في موضوعات الفلسفة والكيمياء والفيزياء والبيولوجيا والرياضيات والجيولوجيا. يدخل مصطلح «إثنوجيولوجيا» لأول مرة الأدب الجيولوجي من خلال عمل جون موراي من جامعة مانيتوبا في وينيبيغ بكندا في منتصف التسعينيات بفضل دراساته عن العالم الشمالي لأرض الأمة الجيولوجية الشمالية في مقاطعة مانيتوبا في كندا. في ذلك الوقت، كان هناك كادر من الجيولوجيين ومدرسي العلوم الجيولوجية - منهم الدكتور ستيفن سيمكين من كلية نافاجو المجتمعية في شيبروك ونيو مكسيكو وزملاؤه - يدرسون الروابط المهمة بين المعارف التقليدية للسكان الأصليين لأمريكا ومفاهيم العلوم الجيولوجية والرؤية الفريدة لتاريخ كوكب الأرض. يمكن توضيح هذا المنهج بسهولة من خلال ملاحظات إريكسون الخاصة بالتحول بين ثقافة السهول من ناحية، وثقافة الجبل والغابات من ناحية أخرى في شمال أوروبا. ويوجد في منطقة الاتصال مجموعة خطوات تمثل كل منها مرحلة ماضية في نمو ثقافة السهول.
يسعى هذا المجال إلى سد الفجوة بين المعارف العلمية الغربية والأنظمة المعرفية التقليدية، معترفًا بأن المجتمعات المحلية قد طورت على مر العصور فهمًا عميقًا للمناظر الطبيعية الجيولوجية من حولها. من خلال دراسة الإثنوجيولوجيا، يمكننا اكتشاف رؤى قيمة حول الاستدامة، إدارة الموارد، فهم المخاطر الطبيعية، والحفاظ على التنوع الثقافي، مما يثري فهمنا الشامل لكوكب الأرض وتفاعلاته مع البشر.